# 愛知万博往復きっぷ
愛知万博往復きっぷ（あいちばんぱくおうふくきっぷ）とは、名古屋・岐阜・豊橋方面（高蔵寺駅・岡崎駅を除く）から愛知高速交通の万博会場駅（現・愛・地球博記念公園駅）へ往復することができた特別企画乗車券である。

## 概要
2005年3月25日から9月25日まで開催された愛知万博（愛・地球博）への交通手段として、JR東海は、名古屋駅から愛知環状鉄道の万博八草駅（現・八草駅）へ「エキスポシャトル」を運転していた。また、博覧会協会も、名古屋駅から会場へ向かう場合、このコースの利用を推奨していた（愛知万博の交通を参照）。その乗車促進のため、この特別企画乗車券を発売していた。
この乗車券では、購入駅から高蔵寺駅・岡崎駅（購入駅によって異なる）までのJR線と高蔵寺駅・岡崎駅から万博八草駅までの愛知環状鉄道線、万博八草駅から万博会場駅までのリニモまたはシャトルバスに乗車することができた。価格は購入駅によって異なったが、名古屋市内からは大人1,300円・小人600円であった。
万博会場内でこの乗車券を提示すると「キッコロ・ゴンドラ」の運賃が割引になった。また、名古屋市内の指定された観光施設やレストランなどでこの乗車券を提示しても入場料や食事代などが割引になった。
但し、万博末期の名古屋駅 - 会場間の臨時増発のバスには対応しておらず、それを知らない客が後から追加料金としてバス料金（1,000円）を払うことも多かった。

## 新幹線愛知万博往復きっぷ
名古屋近郊以外の国内主要都市からは、同様の理由で新幹線指定席特急券がセットになった「新幹線愛知万博往復きっぷ」が発売された（北陸・飛騨・長野方面は在来線の特急列車を利用する）。但し、万博への入場引換券とのセット販売か、すでに購入済みの万博入場券を提示する必要があった。価格は入場券代を除き、東京都区内発19,800円、大阪市内発12,000円などだった。
特典は名古屋近郊からの往復きっぷと同じで、東京都区内からのものは、往復とも名古屋駅 - 高蔵寺駅間での途中下車が可能であった。また、2005年7月1日利用分から、往路は東京駅を6時台に出発する「のぞみ」限定、復路はすべての「ひかり」利用で、上述の切符よりさらに3,000円引きとなる乗車券（「早起き★万博早特きっぷ」）も発売されていた。

## しなの愛知万博往復きっぷ
塩尻駅から長野駅からは、しなの号指定席特急券とセットになった「しなの愛知万博往復きっぷ」が発売されていた。